# President’s Cup 2019
Der President’s Cup 2019 war ein Tennisturnier der ATP Challenger Tour 2019 für Herren und ein Tennisturnier des ITF Women’s World Tennis Tour 2019 für Damen in Nur-Sultan. Sie fanden zeitgleich vom 15. bis 21. Juli 2019 statt.